# Constance Zimmer
Constance Zimmer, född 11 oktober 1970 i Seattle, är en amerikansk skådespelare.
Zimmer har bland annat medverkat i TV-serierna Entourage, Harlan Coben's Shelter och House of Cards.

## Filmografi (i urval)
- 2006 – In Justice (TV-serie)
- 2013 – The Newsroom (TV-serie)
- 2013–2018 – House of Cards (TV-serie) (TV-serie)
- 2015 – Entourage (TV-serie)
- 2023 – Harlan Coben's Shelter (TV-serie)